# Jessie Buckley
Jessie Buckley (Killarney, 28 december 1989) is een Ierse zangeres en actrice. 

## Biografie
Jessie Buckley werd in 1989 geboren in Killarney als de dochter van Tim Buckley en Marina Cassidy. Ze heeft een jongere broer en drie jongere zussen. Ze studeerde aan de meisjesschool Ursuline Secondary School, waar haar moeder werkte als stemcoach. Ze trad regelmatig op in toneelproducties van haar school.
Nadien studeerde ze piano, klarinet en harp aan de Royal Irish Academy of Music. Daarnaast volgde ze ook zang- en muzieklessen aan de The Association of Irish Musical Societies. Daar werd ze aangemoedigd om een acteeropleiding te volgen in Londen.

## Carrière
In 2008 mocht Buckley deelnemen aan de BBC-talentenjacht I'd Do Anything. Ze bereikte de finale van de televisiewedstrijd, waarin ze tweede werd achter deelneemster Jodie Prenger.
Na haar doorbraak in I'd Do Anything zong en acteerde ze in verschillende theaterproducties. Zo vertolkte ze in de periode 2008–2009 het personage Anne Egermann in de West End-revival van Stephen Sondheims A Little Night Music. In januari 2013 studeerde ze af aan de Royal Academy of Dramatic Art.
Na haar studies ging Buckley ook aan de slag in de Britse televisie- en filmindustrie. In 2014 maakte ze in een aflevering van de detectiveserie Endeavour haar televisiedebuut. In 2019 vertolkte ze ook een belangrijke bijrol in de succesvolle miniserie Chernobyl.
In 2017 maakte Buckley in de Britse thriller Beast haar filmdebuut. De film leverde haar de British Independent Film Award op voor beste nieuwkomer. In de daaropvolgende jaren gooide Buckley hoge ogen met de musicalfilms Wild Rose (2018) en Judy (2019). Voor haar hoofdrol in die eerste film ontving ze een BAFTA-nominatie.

## Filmografie

### Film
- Beast (2017)
- Wild Rose (2018)
- Judy (2019)
- Dolittle (2020)
- The Courier (2020)
- Misbehaviour (2020)
- I'm Thinking of Ending Things (2020)
- The Lost Daughter (2021)
- Scrooge: A Christmas Carol (2022, stem)
- Wicked Little Letters (2023)

### Televisie
- I'd Do Anything (2008) (deelneemster)
- Endeavour (2014)
- War & Peace (2016)
- Taboo (2017)
- The Last Post (2017)
- The Woman in White (2018)
- Chernobyl (2019)
- Fargo (2020)

### Videospellen
- The Dark Pictures: The Devil in Me (2022)

## Prijzen en nominaties
| Film                            | Categorie        | Uitslag      |
| BAFTA Awards                    | BAFTA Awards     | BAFTA Awards |
| ------------------------------- | ---------------- | ------------ |
| Wild Rose (2018)                | Beste actrice    | Genomineerd  |
| British Independent Film Awards |                  |              |
| Beast (2017)                    | Beste actrice    | Genomineerd  |
| Beast (2017)                    | Beste nieuwkomer | Gewonnen     |
| Wild Rose (2018)                | Beste actrice    | Genomineerd  |